# Hilde Vautmans
Hilde Josée Jeanne Vautmans (ur. 2 maja 1972 w Sint-Truiden) – belgijska i flamandzka polityk i działaczka samorządowa, posłanka do Izby Reprezentantów, deputowana do Parlamentu Europejskiego VIII, IX i X kadencji.

## Życiorys
Ukończyła studia z zakresu socjologii i kryminologii na Katholieke Universiteit Leuven. Zaangażowała się w działalność polityczną w ramach Flamandzkich Liberałów i Demokratów (Open VLD). Pracowała jako asystentka parlamentarzystów i urzędniczka w administracji rządowej.
Była radną w miejscowościach Wellen i Hasselt. W latach 2003–2010 przez dwie kadencje z ramienia zasiadała w federalnej Izbie Reprezentantów. Następnie pracowała jako sekretarz frakcji swojego ugrupowania w belgijskim parlamencie. W 2013 została członkinią władz miejskich w Sint-Truiden.
W wyborach w 2014 kandydowała do Parlamentu Europejskiego. Mandat europosłanki VIII kadencji objęła w 2015, kiedy to Annemie Neyts-Uyttebroeck zdecydowała się zakończyć swoją polityczną aktywność. W PE przystąpiła do frakcji Porozumienia Liberałów i Demokratów na rzecz Europy. Z powodzeniem ubiegała się o reelekcję w 2019 i 2024.